# Парма (Огайо)
Парма (англ. Parma) — місто (англ. city) в США, в окрузі Каягога штату Огайо. Населення — 81 146 осіб (2020). Найбільше передмістя Клівленда. Згідно з переписом 2000 року, населення міста становило 85 655 осіб.

## Географія
Парма має координати 41°23′1″ пн. ш. 81°43′43″ зх. д. / 41.38361° пн. ш. 81.72861° зх. д. (41.383499, -81.728534).  За даними Бюро перепису населення США в 2010 році місто мало площу 51,99 км², з яких 51,86 км² — суходіл та 0,13 км² — водойми.

## Демографія

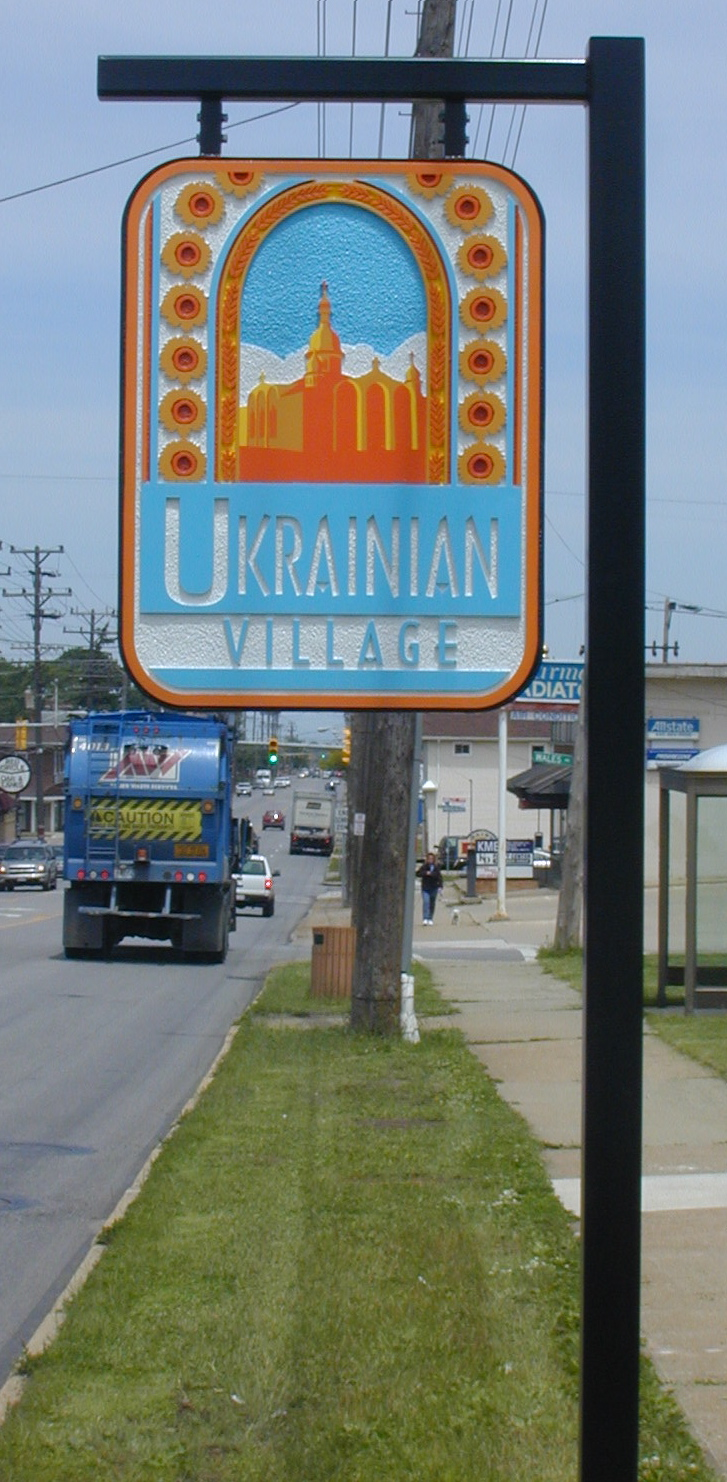
Знак на в'їзді до «Українського села»

Згідно з переписом 2010 року, у місті мешкала 81 601 особа в 34 489 домогосподарствах у складі 21 646 родин. Густота населення становила 1570 осіб/км².  Було 36608 помешкань (704/км²).
Расовий склад населення:
| - 93,0 % — білих - 2,3 % — чорних або афроамериканців - 1,9 % — азіатів - 0,2 % — корінних американців - 1,0 % — осіб інших рас |

До двох чи більше рас належало 1,6 %. Частка іспаномовних становила 3,6 % від усіх жителів.
За віковим діапазоном населення розподілялося таким чином: 20,4 % — особи молодші 18 років, 61,9 % — особи у віці 18—64 років, 17,7 % — особи у віці 65 років та старші. Медіана віку мешканця становила 41,5 року. На 100 осіб жіночої статі у місті припадало 92,8 чоловіків;  на 100 жінок у віці від 18 років та старших — 90,3 чоловіків також старших 18 років.

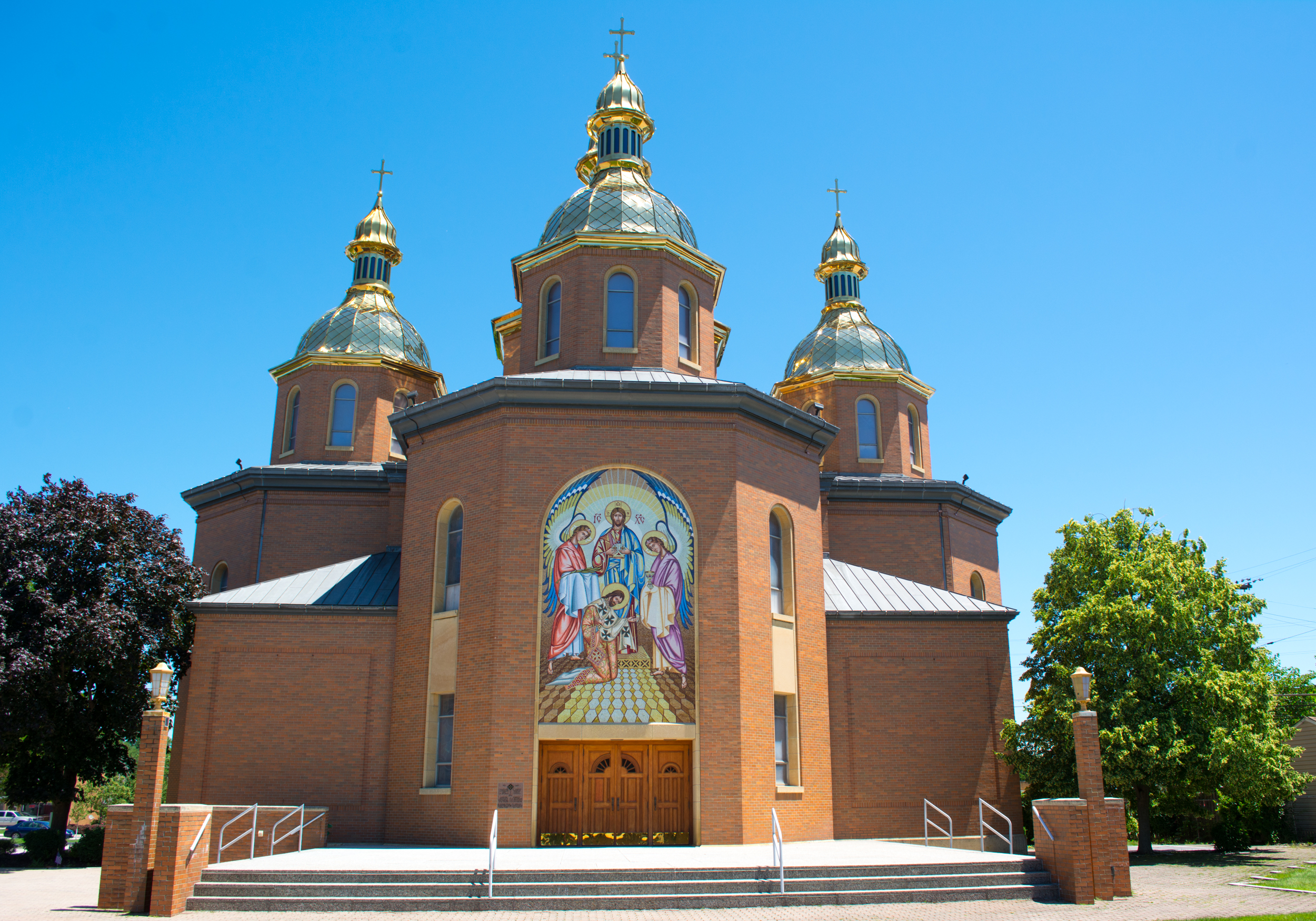
Фасад Українського Католицького Собору Святого Йосафата в Пармі. 2019

Середній дохід на одне домашнє господарство  становив 58 440 доларів США (медіана — 50 440), а середній дохід на одну сім'ю — 68 794 долари (медіана — 61 857). Медіана доходів становила 46 573 долари для чоловіків та 36 181 долар для жінок. За межею бідності перебувало 11,2 % осіб, у тому числі 16,8 % дітей у віці до 18 років та 7,1 % осіб у віці 65 років та старших.
Цивільне працевлаштоване населення становило 40 246 осіб. Основні галузі зайнятості: освіта, охорона здоров'я та соціальна допомога — 21,9 %, виробництво — 15,7 %, роздрібна торгівля — 12,4 %, науковці, спеціалісти, менеджери — 9,9 %.

## Відомі люди
- о. Нагаєвський Ісидор — доктор, професор, помер тут.[6]
- Дейчаківський Микола — громадський діяч, член ОУН, мемуарист (псевдонім — Микола Кузик).
- Аверкій Гончаренко — український військовик, командир українських частин у бою під Крутами, старшина Дивізії «Галичина».

## Українська діаспора

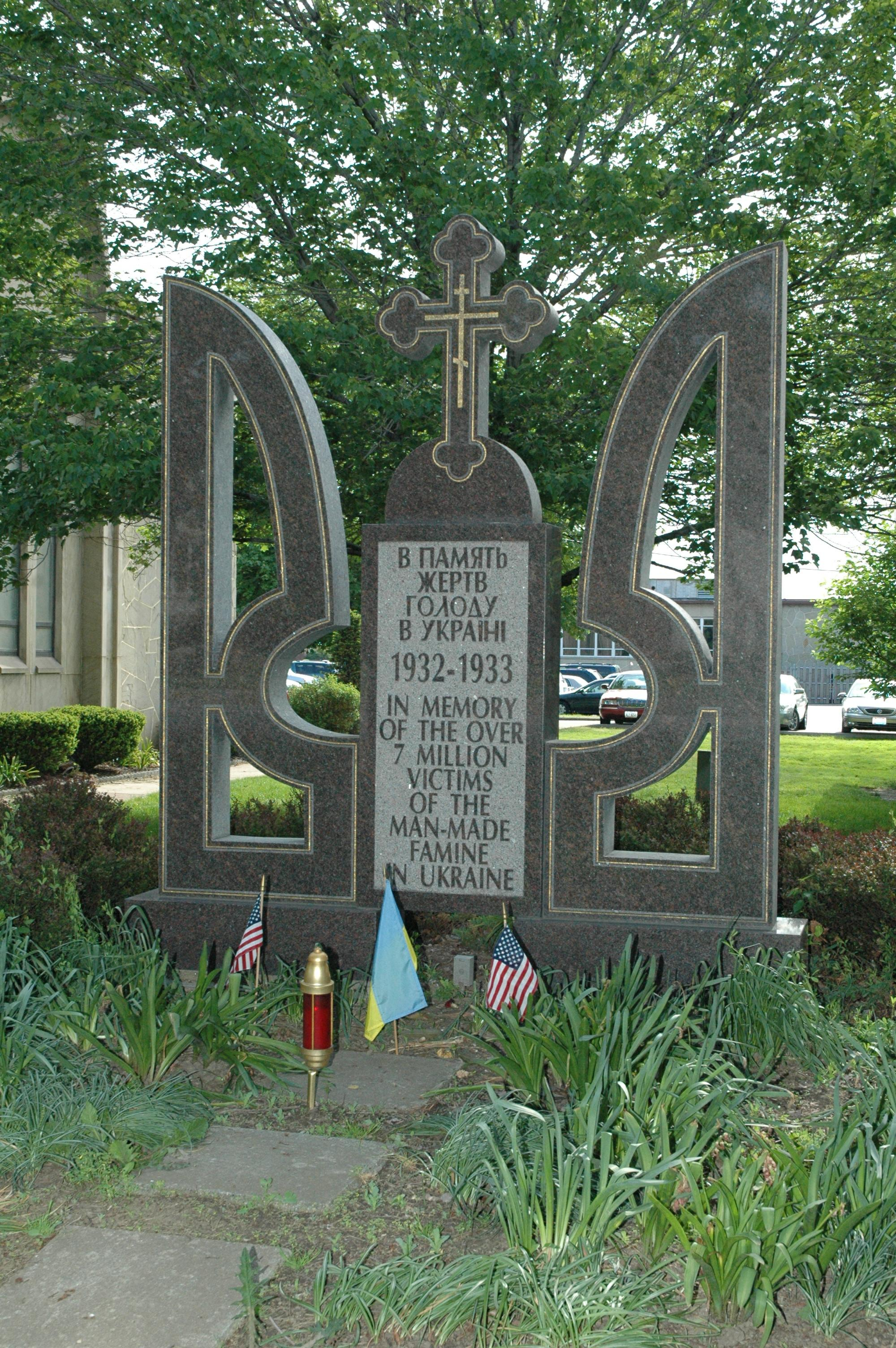
Меморіальний тризуб Українського православного собору св. Володимира на пам'ять про більше ніж сім млн. жертв голоду 1932-33

У місті діє єпархія Святого Йосафата УГКЦ.
З 2009 р. центральний район міста вздовж вулиці Стейт ровд 94 має назву «Українське село» (Юкрейніен вілідж). У місті проживає найчисленніша у штаті українська громада. 
З 2013 року Парма є містом-побратимом Львова.